# Protothaca
Prothotaca é um gênero de moluscos da família Veneridae.